# ロベルト・アボンダンシェリ
ロベルト・カルロス・アボンダンシェリ（Roberto Carlos Abbondanzieri, 1972年8月19日 - ）は、アルゼンチン・サンタフェ州出身の元同国代表サッカー選手、サッカー指導者。現役時代のポジションはGK。

## 経歴
1996年までアルゼンチンのCAロサリオ・セントラルに所属していたが、同年にボカ・ジュニアーズに移籍。はじめはコロンビア代表のオスカル・コルドバの控えであったが、彼の移籍に伴い、正ゴールキーパーの座についた。ボカでは中心選手として、3度のコパ・リベルタドーレスを獲得。2003年には南米最優秀GKにも選出されている。2006年の夏にリーガ・エスパニョーラのヘタフェと契約し、初めて国外でプレーすることとなった。そして初年度の2006-07シーズンにはリーガ最少失点を記録し、サモラ賞を受賞した。ヘタフェでは、アルゼンチン代表の若きオスカル・ウスタリと同僚であった。2009年1月23日、ボカ・ジュニアーズに復帰した。2010年2月17日に、ブラジルのSCインテルナシオナルに移籍。12月18日、アラブ首長国連邦で開かれたFIFAクラブワールドカップ2010の3位決定戦で後半29分に途中交代で出場し、勝利に貢献。この試合をもって現役を引退した。
代表デビューは2004年6月6日に行われたパラグアイ戦。クラブ、そして代表での実績が認められ、2006 FIFAワールドカップではアルゼンチン代表の正GKとして全5試合に出場した。準々決勝のドイツ戦ではミロスラフ・クローゼと接触して負傷し、控えGKのレオ・フランコと交代した。チームはPK戦の末敗れた。
正確なパントキック、ロングフィードの持ち主として知られる。

## 個人成績
| クラブ   | シーズン   | リーグ戦       | リーグ戦 | リーグ戦 | 国内カップ | 国内カップ | 国際大会 | 国際大会 | 合計 | 合計 |
| クラブ   | シーズン   | ディヴィジョン | 出場     | 得点     | 出場       | 得点       | 出場     | 得点     | 出場 | 得点 |
| -------- | ---------- | -------------- | -------- | -------- | ---------- | ---------- | -------- | -------- | ---- | ---- |
| ヘタフェ | 2006-07    | ラ・リーガ     | 36       | 0        | 1          | 0          | -        | -        | 37   | 0    |
| ヘタフェ | 2007-08    | ラ・リーガ     | 34       | 0        | 1          | 0          | 8        | 0        | 43   | 0    |
| ヘタフェ | 2008-09    | ラ・リーガ     | 13       | 0        | 0          | 0          | -        | -        | 13   | 0    |
| ヘタフェ | クラブ通算 | クラブ通算     | 83       | 0        | 2          | 0          | 8        | 0        | 93   | 0    |

## 代表歴

### 出場大会
- アルゼンチン代表
  - 2006 FIFAワールドカップ

### 試合数
- 国際Aマッチ 49試合 0得点（2004年-2008年）[2]

| アルゼンチン代表 | 国際Aマッチ | 国際Aマッチ |
| 年               | 出場        | 得点        |
| ---------------- | ----------- | ----------- |
| 2004             | 11          | 0           |
| 2005             | 9           | 0           |
| 2006             | 9           | 0           |
| 2007             | 14          | 0           |
| 2008             | 6           | 0           |
| 通算             | 49          | 0           |